# Bare Herred
Bare Herred (svensk: Bara härad) var et herred i Lindholm Len, senere Malmöhus len, beliggende i det sydvestlige Skåne, syd for Torne Herred og nord for Vemmenhøj Herred. Herredet har navn efter sognebyen i herredets sydvestlige del.
I herredet lå bl.a. herregårdene Häckeberga slot, Lindholmen slot, Torup slot og  Skabersø (svensk: Skabersjö).